# District de Nansha
Le district de Nansha (南沙区 ; pinyin : Nánshā Qū) est une subdivision administrative de la province du Guangdong en Chine. Il est placé sous la juridiction de la ville sous-provinciale de Guangzhou (Canton).